# Alexander Michailowitsch Samokutjajew
Alexander Michailowitsch Samokutjajew (russisch Александр Михайлович Самокутяев; * 13. März 1970 in Pensa, Oblast Pensa, Russische SFSR) ist ein ehemaliger russischer Kosmonaut.

## Militärische Ausbildung
Samokutjajew schloss 1992 die Pilotenschule Tschernihiw als Pilot-Ingenieur ab und flog Wilga 35A, L-13 Blanik, Aero L-39 und Suchoi Su-24. Er diente der russischen Luftwaffe im Militärbezirk Fernost und kann 680 Flugstunden sowie 250 Fallschirmsprünge nachweisen. Zu seinen weiteren Fähigkeiten zählt qualifiziertes Tauchen. Außerdem war er stellvertretender Geschwaderkommandeur und hat gegenwärtig den Rang eines Obersten der Russischen Luftstreitkräfte im Ruhestand inne. In den Jahren 1998 bis 2000 studierte er an der Gagarin-Militärakademie der Luftstreitkräfte in Monino, danach wurde er zum Gruppenleiter im Gagarin-Kosmonautentrainingszentrum berufen.

## Raumfahrertätigkeit
Am 29. Mai 2003 wurde Samokutjajew als Kandidat des Kosmonautentrainingszentrums ausgewählt, seine Kosmonauten-Grundausbildung schloss er im Juni 2005 mit Auszeichnung ab. Bis November 2008 erfolgte ein erweitertes ISS-Training. Seitdem befand er sich im Training für einen Langzeitaufenthalt auf der Internationalen Raumstation, u. a. war er Ersatzmann für Alexander Skworzow als Kommandant des Raumschiffs Sojus TMA-18 zur ISS.
Samokutjajew war Bordingenieur der Expeditionen 27 und 28. Er startete am 4. April 2011 (Ortszeit in Baikonur: 5. April) zusammen mit Andrei Borissenko und Ronald Garan als Kommandant des Raumschiffs Sojus TMA-21 und landete wieder am 16. September 2011.
Samokutjajew wurde als Bordingenieur der ISS-Expeditionen 41 und 42 nominiert. Als Kommandant des Raumschiffs Sojus TMA-14M flog er am 25. September 2014 zur Internationalen Raumstation. Die Rückkehr zur Erde erfolgte am 12. März 2015.
Aus gesundheitlichen Gründen wurde Samokutjajew am 21. April 2017 aus dem russischen Kosmonautenkorps entlassen.

## Ehrungen
- Held der Russischen Föderation (25. Juni 2012)[6]
- Fliegerkosmonaut der Russischen Föderation (25. Juni 2012)
- Verdienstorden für das Vaterland 4. Klasse (15. Februar 2016)[7]
- Klassifizierungsabzeichen Militärpilot II. Klasse

## Privates
Alexander Samokutjajew ist verheiratet und hat eine Tochter. Zu seinen Hobbys gehören Autos, kanadisches Eishockey und Reisen.